# Ladislav Alster
Ladislav Alster (ur. 2 lipca 1927, zm. 11 stycznia 1991 w Pradze) – czeski szachista reprezentujący Czechosłowację, mistrz FIDE od 1987 roku.

## Kariera szachowa
W połowie lat 50. XX wieku należał do czołówki szachistów Czechosłowacji. Wielokrotnie startował w finałach indywidualnych mistrzostw kraju, trzykrotnie zdobywając medale: złoty (Podiebrady 1956), srebrny (Praga 1955) oraz brązowy (Praga 1954). W 1954 i 1956 r. dwukrotnie wystąpił na drużynowych mistrzostwach świata studentów, w 1954 r. zdobywając w Oslo złoty medal. W 1956 r. jedyny raz w karierze reprezentował narodowe barwy na rozegranej w Moskwie szachowej olimpiadzie, natomiast w 1957 r. zdobył w Wiedniu brązowy medal drużynowych mistrzostw Europy. W 1957 r. wystąpił w rozegranym w Wageningen turnieju strefowym (eliminacji mistrzostw świata), zajmując XIII m. w stawce 18 zawodników. W turniejach szachowych startował do 1989 roku.
W 1987 r. wydał książkę Šachy hra královská.
Według retrospektywnego systemu Chessmetrics, najwyżej sklasyfikowany był w marcu 1954 r., zajmował wówczas 68. miejsce na świecie.